# Mercedes Chilla
Mercedes Chilla (ur. 19 stycznia 1980 w Jerez de la Frontera) – hiszpańska lekkoatletka specjalizująca się w rzucie oszczepem.
Dwukrotna uczestniczka igrzysk olimpijskich - Ateny 2004 (nie awansowała do finału) oraz Pekin 2008 (z wynikiem 58,13 uplasowała się na 9. pozycji). W 1998 bez powodzenia startowała w mistrzostwach świata juniorów. W 2005, 2007 oraz 2009 brała udział w mistrzostwach świata. Brązowa medalistka mistrzostw Europy w Göteborgu (2006) z wynikiem 61,98. W 2003 zdobyła brązowy krążek uniwersjady, a w 2005 brąz igrzysk śródziemnomorskich. Wielokrotna reprezentantka Hiszpanii w pucharze Europy oraz zimowym pucharze w rzutach. Chilla czterokrotnie ustanawiała rekord kraju w rzucie oszczepem – do 64,07 w 2010, który to wynik jest aktualnym rekordem Hiszpanii.

## Osiągnięcia
| Rok  | Impreza                                 | Miejsce        | Lokata            | Wynik |
| ---- | --------------------------------------- | -------------- | ----------------- | ----- |
| 1998 | Mistrzostwa świata juniorów             | Annecy         | el. – 23. miejsce | 45,45 |
| 1999 | Mistrzostwa Europy juniorów             | Ryga           | 10. miejsce       | 51,03 |
| 2000 | Mistrzostwa ibero-amerykańskie          | Rio de Janeiro | 3. miejsce        | 55,99 |
| 2001 | Zimowy puchar Europy w rzutach          | Nicea          | 6. miejsce        | 53,67 |
| 2001 | Młodzieżowe mistrzostwa Europy          | Amsterdam      | 2. miejsce        | 57,78 |
| 2001 | Uniwersjada                             | Pekin          | 6. miejsce        | 53,32 |
| 2002 | Zimowy puchar Europy w rzutach          | Pula           | 7. miejsce        | 54,89 |
| 2002 | Mistrzostwa ibero-amerykańskie          | Gwatemala      | 4. miejsce        | 57,74 |
| 2003 | Zimowy puchar Europy w rzutach          | Gioia Tauro    | 9. miejsce        | 55,99 |
| 2003 | Superliga pucharu Europy                | Florencja      | 6. miejsce        | 56,71 |
| 2003 | Uniwersjada                             | Daegu          | 3. miejsce        | 55,94 |
| 2004 | Zimowy puchar Europy w rzutach          | Marsa          | 12. miejsce       | 53,86 |
| 2004 | Superliga pucharu Europy                | Bydgoszcz      | 5. miejsce        | 56,46 |
| 2004 | Mistrzostwa ibero-amerykańskie          | Huelva         | 6. miejsce        | 54,34 |
| 2004 | Igrzyska olimpijskie                    | Ateny          | el. – 22. miejsce | 58,45 |
| 2005 | I liga pucharu Europy                   | Gävle          | 1. miejsce        | 60,22 |
| 2005 | Igrzyska śródziemnomorskie              | Almería        | 3. miejsce        | 57,69 |
| 2005 | Mistrzostwa świata                      | Helsinki       | el. – 15. miejsce | 58,38 |
| 2006 | Zimowy puchar Europy w rzutach          | Tel Awiw-Jafa  | 3. miejsce        | 57,28 |
| 2006 | Superliga pucharu Europy                | Malaga         | 3. miejsce        | 60,22 |
| 2006 | Mistrzostwa Europy                      | Göteborg       | 3. miejsce        | 61,98 |
| 2007 | Superliga pucharu Europy                | Monachium      | 4. miejsce        | 58,86 |
| 2007 | Mistrzostwa świata                      | Osaka          | el. – 27. miejsce | 53,64 |
| 2007 | Światowy finał lekkoatletyczny IAAF     | Stuttgart      | 7. miejsce        | 58,25 |
| 2008 | I liga pucharu Europy                   | Leiria         | 3. miejsce        | 59,40 |
| 2008 | Igrzyska olimpijskie                    | Pekin          | 9. miejsce        | 58,13 |
| 2008 | Światowy finał lekkoatletyczny IAAF     | Stuttgart      | 8. miejsce        | 54,29 |
| 2009 | Zimowy puchar Europy w rzutach          | Teneryfa       | 4. miejsce        | 58,17 |
| 2009 | Superliga drużynowych mistrzostw Europy | Leiria         | 6. miejsce        | 58,43 |
| 2009 | Mistrzostwa świata                      | Berlin         | el. – 19. miejsce | 56,68 |
| 2010 | Mistrzostwa ibero-amerykańskie          | San Fernando   | 1. miejsce        | 62,39 |
| 2010 | Superliga drużynowych mistrzostw Europy | Bergen         | 6. miejsce        | 55,83 |
| 2010 | Mistrzostwa Europy                      | Barcelona      | 6. miejsce        | 61,40 |
| 2011 | Superliga drużynowych mistrzostw Europy | Sztokholm      | 5. miejsce        | 58,71 |
| 2013 | Superliga drużynowych mistrzostw Europy | Gateshead      | 2. miejsce        | 58,55 |
| 2014 | Mistrzostwa Europy                      | Zurych         | 10. miejsce       | 57,91 |